# Stor-Gussjön
Stor-Gussjön är en sjö i Ragunda kommun och Sundsvalls kommun i Jämtland och ingår i Indalsälvens huvudavrinningsområde. Sjön är 21,7 meter djup, har en yta på 5,7 kvadratkilometer och befinner sig 312 meter över havet. Sjön avvattnas av vattendraget Kvarnån (Norrån).

## Delavrinningsområde
Stor-Gussjön ingår i det delavrinningsområde (697963-155371) som SMHI kallar för Utloppet av Stor-Gussjön. Medelhöjden är 357 meter över havet och ytan är 48,97 kvadratkilometer. Det finns inga avrinningsområden uppströms utan avrinningsområdet är högsta punkten. Kvarnån (Norrån) som avvattnar avrinningsområdet har biflödesordning 2, vilket innebär att vattnet flödar genom totalt 2 vattendrag innan det når havet efter 92 kilometer. Avrinningsområdet består mestadels av skog (77 procent). Avrinningsområdet har 6,01 kvadratkilometer vattenytor vilket ger det en sjöprocent på 12,3 procent.